# Хороним
Хороним (од грч. χώρα / област и грч. ὄνομα / име) је ономастички појам, којим се означава посебна врста топонима. У хорониме спадају називи, односно властита имена разних области, односно просторних (територијалних) целина.
Хороними спадају у властите именице и пишу се почетним великим словом.

## Врсте хоронима
Према основним врстама именованог простора, хороними се деле на природне и административне.
- У природне хорониме спадају називи свих географских области, од најмањих (микрогеографских) простора, до највећих (макрогеографских) целина, као што су континенти. На пример: именице Мачва и Подунавље су природни хороними.
- У административне хорониме спадају називи разних политичко-територијалних јединица, на свим нивоима, од општинског, преко окружног и покрајинског, до државног. На пример, у званичним називима Републике Србије и Републике Српске, именице Србија и Српска су употребљене у функцији административних хоронима.[2]

Према свом етимолошком пореклу, хороними се деле на две групе:
- ендохороними - изворни обласни називи (на пример, назив Црна Гора је ендохороним, односно изворни назив за земљу која се на страним несловенским језицима назива Монтенегро)
- егзохороними - страни обласни називи (на пример, словенски назив Немачка је егзохороним, односно страни назив за земљу која се на језику њених становника зове Дојчланд)

## Творба хоронима
У склопу процеса трансонимизације, многи хороними су изведени из назива који припадају другим ономастичким категоријама, било путем додавања одговарајућег афикса или путем задржавања истог облика уз додавање новог значења.
Бројни хороними су изведени из других топонима, као што су хидроними или ороними. На пример, хороними Полимље и Повардарје изведени су из хидронима Лим и Вардар, док је хороним Кавказ (назив за област) изведен из оронима Кавказ (назив планинског венца).
Многи хороними су изведени из антропонима. На пример, из презимена Кристифора Колумба изведен је хороним Колумбија. Бројни хороними су изведени из етнонима. На пример, хороними Србија и Мађарска изведени су из етнонима Срби и Мађари.
Поједини хороними су изведени из општих именица. На пример, хороними Крајина и Украјина изведени су из општих појмова којима се означавају крајишке области (крајиште, крајина, украјина).